# Francis Charmes

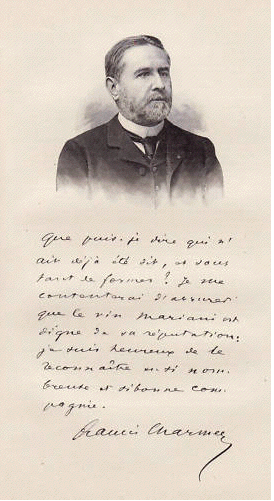
Marie François llamado Francis Charmes

Francis Charmes (21 de abril de 1848-4 de enero de 1916) fue un periodista, diplomático, político y académico francés, nacido en el castillo de Baradel, en Aurillac y fallecido en París. Fue elegido miembro de la Academia Francesa  en 1907, para el asiento número 40. Fue oficial de la Legión de Honor

## Datos biográficos
Inició su carrera de periodista poco después de la guerra franco-prusiana de 1870, al dejar su empleo de funcionario en la Asistencia Pública. Fue colaborador del Journal des débats  durante más de treinta años. De 1894 a 1916, fue cronista político en la La Revue des Deux Mondes, de la que fue director general a partir de 1907, en reemplazo de Ferdinand Brunetière (1849-1906).
Ejerció la diplomacia como ministro plenipotenciario de su país y director de asuntos políticos en el Ministerio de Relaciones Exteriores. Fue también senador de 1900 a 1912.
Francis Charmes fue elegido miembro de la Academia Francesa el 5 de marzo de 1908 para ocupar el asiento número 40 en reemplazo de Marcellin Berthelot. Su recepción oficial tuvo lugar el 7 de enero de 1909. A su fallecimiento, ocurrido el 4 de enero de 1916, le sucedió Jules Cambon.

## Obra
- Études historiques et diplomatiques (1893)
- Les Questions actuelles de politique étrangère en Europe (1907)
- L'Allemagne contre l'Europe, la guerre (1914-1915) (1915)